# Evangelisch-Sozialer Kongress
Het Evangelisch-Sozialer Kongress (Nederlands: Evangelisch-Sociaal Congres, ESK) was een Duitse sociaal-reformistische organisatie die op 28 mei 1890 werd gesticht door theologen, economen, politici en journalisten van protestantse huize en jaarlijks bijeenkwam. De ESK stelde zich tot taak om sociale vraagstukken vanuit de christelijke ethiek (en de protestantse ethiek in het bijzonder) te bestuderen en daar waar mogelijk op te lossen. 

## Geschiedenis
Het ESK ontstond uit de behoefte onder leidende Duitse protestanten om tot praktische en duurzame oplossingen te komen voor de verschillende sociale vraagstukken (die samenhingen met de sociale kwestie). De oplossingen moesten komen vanuit de protestantse ethiek en bijgevolg wees men oplossingen vanuit seculiere ideologieën zoals de sociaaldemocratie af. Onder de oprichters waren de theoloog en hofpredikant (en notoire antisemiet) Adolf Stoecker, de conservatieve staatsman Hermann Kropatscheck, de econoom en kathedersocialist Adolph Wagner en de hoogleraar en liberale theoloog Adolf von Harnack. Later waren ook de theoloog en sociale hervormer Friedrich Naumann en de econoom Max Weber betrokken bij de werkzaamheden van het ESK. 
Binnen het ESK verschilde men sterk van mening hoe men de problemen en sociale noden van de burgers moest oplossen. Dit had veel al te maken met de politieke achtergronden van de deelnemers van het ESK. Conservatieven zoals Stoecker bepleitten een paternalistische aanpak: werkgevers moesten op hun christenplicht worden gewezen ten opzichte van hun werknemers. Liberalen zoals Naumann stonden niet afwijzend tegen overheidsingrijpen; terwijl de nationaal-liberalen en een deel van de linksliberalen in zelfhulporganisaties en coöperaties de oplossing voor de armoedeproblematiek zagen. 
Tijdens de jaarlijkse bijeenkomst van 1894 uitten de zogenaamde "jonge christen-socialen" rond Naumann hevige kritiek op het grootgrondbezit en betoonden zich grote voorstanders van een landhervorming. Dit stuitte op ernstige bedenkingen van de conservatieve leden van het ESK. Als gevolg van de toenemende invloed van de jonge christen-socialen en sociaalliberalen scheidde de conservatieve vleugel onder leiding van de theoloog Martin von Nathusius het ESK, terwijl in 1896 Stoecker en diens verwanten zich uit het ESK terugtrokken. Stoecker richtte daarop het Freie Kirchlich-Soziale Konferenz (Vrije Kerkelijk-Sociale Conferentie) op. In hetzelfde jaar trad ook de evangelische arbeidersbeweging uit het ESK.
Na het uittreden van de meeste conservatieven uit het ESK kwam de organisatie volledig in handen van liberalen Het hoogtepunt van de invloed van het ESK lag in de periode van vóór de Eerste Wereldoorlog (1914-1918); na de oorlog was de invloed van het ESK tanende. Telde het ESK in 1911 nog 1631 leden, in 1933 waren dat er nog maar 1000.
Tijdens de Kirchenkampf, de strijd van de nazi's tegen het christendom, bleef het ESK neutraal. Na de Tweede Wereldoorlog werd besloten de activiteiten van het ESK niet te hervatten.

## Voorzitters
- Moritz Nobbe, 1890–
- Adolf von Harnack, 1902–1912
- Otto Baumgarten, 1912–1925
- Walter Simons, 1925–1933
- Johannes Herz, 1933–

## Secretarissen-generaal
- Paul Göhre, 1891–1894
- Immanuel Völter, 1895–1898
- Paul Rohrbach, 1898–1902
- Wilhelm Schneemelcher d.Ä., 1902–
- Johannes Herz, 1923–

## Prominente leden
- Hans Delbrück (1848-1929), historicus, conservatief politicus en kathedersocialist
- Albert Hosenthien (1882-1972), theoloog en nationaalsocialist
- Martin von Nathusius (1843-1906), theoloog en conservatief denker
- Friedrich Naumann (1860-1919), theoloog, sociaal hervormer en liberaal politicus
- Martin Rade (1857-1940), theoloog en linksliberaal politicus
- Adolf Stoecker (1835-1909), hofpredikant, antisemiet en oprichter van de Christlich–soziale Partei (1878)
- Georg Streiter (1884-1945), politicus en vakbondsman
- Gottfried Traub (1869-1956), theoloog, liberaal en nationalistisch politicus
- Max Weber (1864-1920), econoom